# Hassine Raouf Hamza
Pour les articles homonymes, voir Hassine.
Hassine Raouf Hamza (arabe : حسين رؤوف حمزة), né le 2 août 1949 à Tunis et décédé le 1er décembre 2011 à Mahdia, est un historien et universitaire tunisien.

## Biographie
Il suit ses études secondaires au lycée de garçons de Sousse ; il y obtient son baccalauréat en sciences expérimentales (1968). Par la suite, il poursuit des études littéraires à la faculté des lettres et sciences humaines de l'Université de Tunis et obtient une maîtrise et trois DEA en histoire et sciences politiques, à Paris, où il soutient une thèse de doctorat intitulée Le Parti communiste tunisien et la question nationale (1943-1946).
De retour à Tunis, il est recruté comme assistant dans l'enseignement supérieur : il enseigne à la faculté des sciences humaines et sociales de Tunis et collabore à l'Institut supérieur d'histoire du mouvement national où il fonde sa revue spécialisée dans l'histoire contemporaine, Rawafid, dont il est rédacteur en chef de 1995 à 1997.
Durant sa carrière, il s'intéresse à l'histoire nationale et à l'histoire coloniale. Directeur de la collection Mémoire des éditions Cérès Productions et rédacteur du volume consacré au Maghreb dans le dictionnaire biographique du mouvement ouvrier français, Le Maitron, il est considéré comme un spécialiste de l'histoire du mouvement national tunisien.
Proche du mouvement Perspectives tunisiennes, il penche un moment pour le Parti communiste tunisien avant de s'en détacher progressivement. 

## Publications
Il est l'auteur de cinquante articles dont trente publiés dont :
- « Le Parti communiste tunisien et la question nationale (1943-1946) », Cahier du mouvement social, no 3 « Mouvement ouvrier, communisme et nationalismes dans le monde arabe », 1978, p. 231-263
- « Histoire coloniale et histoire nationale : l'envers et l'endroit », Rawafid, no 1, 1995
- « Espaces séditieux et insurrections armées dans la Tunisie coloniale », Rawafid, no 2, 1996
- « Les colons français et le spectre de la révolte du « bled » à la veille des événements d'avril 1938 : entre le « mal voir » des libéraux et la « bonne conscience » des Prépondérants », Rawafid, no 3, 1997
- « Histoire nationale et édification étato-nationale dans la Tunisie moderne et contemporaine », Rawafid, no 4, 1998
- « Ambiguïtés et impasses de la politique coloniale française durant les années de l'après-guerre et de la Guerre froide », Rawafid, no 5, 1999-2000
- « Habib Bourguiba et Mustafa Kémal : gallicanisme, laïcisme et Islam dans la Tunisie et la Turquie contemporaine », Le Kémalisme et les Kémalistes, éd. Fondation Temimi pour la recherche scientifique et l’information, Zaghouan, 1999

Outre les articles publiés en Tunisie et en France, il a publié les ouvrages suivants :
- Communisme et nationalisme en Tunisie de la « Libération » à l'indépendance (1943-1956), éd. Université de Tunis, Tunis, 1994
- L'action nationaliste en Tunisie. Du Pacte fondamental de M'hamed Bey à la mort de Moncef Bey. 1857-1948 par Roger Casemajor, éd. Sud Éditions, Tunis, 2009